# Dème du Magne-Occidental
Le dème du Magne-Occidental (grec moderne : Δήμος Δυτικής Μάνης) est un dème (municipalité) de la périphérie du Péloponnèse, dans le district régional de Messénie, en Grèce. 
Il a été créé en 2010 dans le cadre du programme Kapodistrias par la fusion des anciens dèmes d'Avía et de Léfktro, devenus des districts municipaux. Il tient son nom de la région du Magne.
Son siège est la localité de Kardamýli. 